# Sint-Johannes Nepomucenuskerk (Weiswampach)

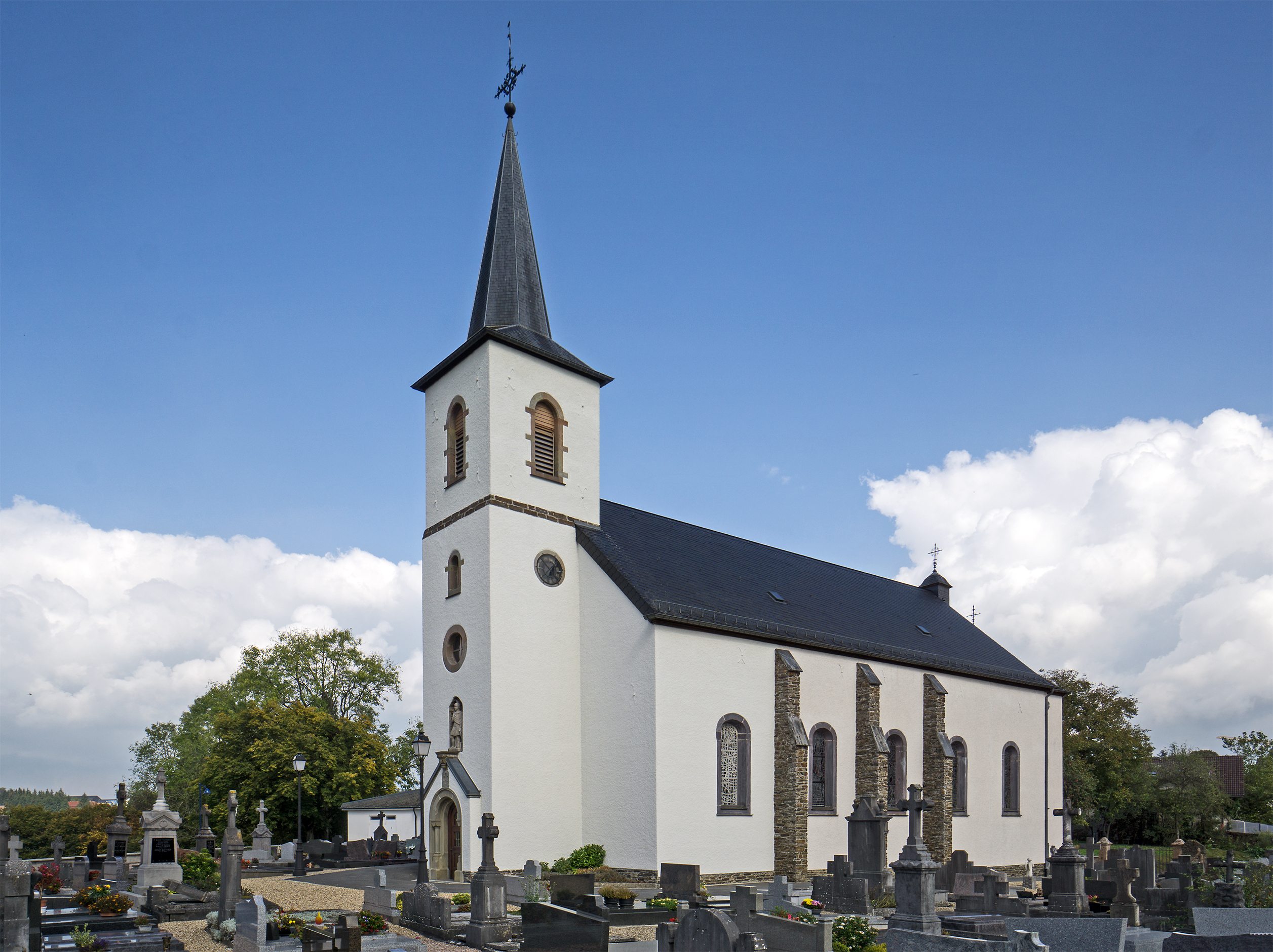
Sint-Johannes Nepomucenuskerk

De Sint-Johannes Nepomucenuskerk is een kerkgebouw in Weiswampach in Luxemburg. De kerk staat aan de Kiricheneck in het zuidwesten van het dorp met rond de kerk een ommuurd kerkhof. Naar het noordwesten liggen de Meren van Weiswampach.
Het kerkgebouw is opgedragen aan Johannes Nepomucenus.

## Geschiedenis
In 1735 werd er in Weiswampach een nieuwe kerk gebouwd.
In 1880 werd deze kerk waarschijnlijk vervangen door de huidige vanwege het jaartal 1880 in het kerkportaal.

## Opbouw
Het georiënteerde witte kerkgebouw bestaat uit een westtoren met twee geledingen en een ingesnoerde torenspits, een schip met vijf traveeën en een lager gelegen driezijdig gesloten koor met een travee. Enkele traveeën van het schip zijn voorzien van steunberen.